# Mark Harle
Mark Harle (* 8. November 1983 in Glasgow) ist ein britischer Musiker. Als Sänger war er Mitglied der von 2004 bis 2005 bestehenden Boyband V. Danach war er als Schlagzeuger von 2008 bis 2011 Mitglied der Indie-Rock-Band Little Comets.

## Leben
Harle ist der Sohn des Radiomoderators Jon Harle und seiner Frau Kim Harle. Vor seiner Karriere in der Band V war er Schlagzeuger und kehrte nach der Auflösung der Band zu diesen Wurzeln zurück. 2008 gründete er mit drei Freunden die Indie-Rock-Band Little Comets. Kurz nach Veröffentlichung ihres Debütalbums 2011 verließ er die Band jedoch.